# Zeravshanite
La zeravshanite è un minerale.